# Râul Enica
Râul Enica (în rusă Еника, în ucraineană Єника) este un râu din bazinul Dunării care străbate partea de sud-vest a Regiunii Odesa din Ucraina. 

## Date geografice
Râul Enica are o lungime de 26 km și o suprafață a bazinului de 243 km². El izvorăște din apropiere de satul Fântâna-Zânelor (Raionul Ismail), curge pe direcția sud și se varsă în Lacul Catalpug, în dreptul localității Hasan-Aspaga. 
În partea superioară străbate o vale cu o lățime de 2.2 km din Podișul Podoliei și apoi se varsă în Golful Hasan al Lacului Catalpug, în zona de șes a Câmpiei Dunării. În sezonul de vară, debitul său scade foarte mult. Apele râului Enica sunt folosite pentru alimentarea cu apă potabilă a zonei și pentru irigații. 
Principalele localități traversate de râul Enica sunt satele Fântâna-Zânelor, Pocrovca-Nouă și Hasan-Aspaga. 